# Frances de la Tour
Frances de la Tour (30 de julio de 1944) es una actriz británica conocida por su papel de la Sra. Jones en la producción inglesa Rising Damp, así como por su papel de Madame Maxime en la adaptación fílmica de Harry Potter y el cáliz de fuego.

## Biografía
Frances de la Tour nació en Bovingdon, Hertfordshire, siendo sus padres Moyra (apellido de soltera Fessas) y Charles de la Tour. Estudió en el Liceo Francés de Londres y en el Drama Centre London (una división de la University of the Arts London). 
En los años 70, fue miembro del Partido Revolucionario de los Trabajadores junto con Vanessa Redgrave. Continuó trabajando frecuentemente con Redgrave y más tarde se unió al Partido Marxista. En años recientes siguió con su activismo político trabajando para una coalición fundada en el año 2003.
Ha actuado en más de 35 producciones de teatro, recibiendo importantes premios por sus interpretaciones, destacando la versión de teatro de Nicholas Hynter: The History Boys, obra del dramaturgo Alan Bennett, que se presentó en el Royal National Theatre de Londres. De la Tour repitió su papel más tarde en giras nacionales e internacionales de esta obra, así como en Broadway, donde ganó el Premio Tony.
Es hermana de Andy de la Tour y estuvo casada con Tom Kempinski. Tiene un hijo y una hija.

## Teatro (selección)
- Timon of Athens, 1965
- The Government Inspector, 1966
- Henry V, 1966
- The Taming of the Shrew, 1967
- As You Like It, 1967
- The Relapse, 1967-68
- Dutch Uncle, 1969
- Dr. Faustus, , 1970
- Hamlet,1971
- A Midsummer Night's Dream, 1971
- The Man of Mode, 1971
- The Balcony, 1971
- High Time, 1972
- Small Craft Warnings, 1973
- The Banana Box, 1973
- The Vegetable, 1975
- The White Devil, 1976
- Singles, 1977
- Laughter!, 1978
- We Can't Pay? We Won't Pay, 1978
- Wheelchair Willie, 1978
- Daughters of Men, 1979
- Landscape of Exile, 1979
- Duet for One, 1980
- Skirmishes, H1982
- Uncle Vanya, 1982
- A Moon for the Misbegotten, 1983
- Glengarry Glen Ross, 1984
- Saint Joan, 1984
- Brighton Beach Memoirs, 1986
- Facades, 1988
- King Lear, 1989
- When She Danced, 1991
- Greasepaint, 1993
- Indiscretions, 1994
- Three Tall Women, 1994.
- Blinded by the Sun, 1996
- The Play About the Baby, 1998.
- The History Boys, 2006.

## Cine (selección)
- Our Miss Fred, 1972
- Rising Damp, 1980
- Flickers, 1980
- The Cherry Orchard, 1999
- Harry Potter y el cáliz de fuego, 2005
- The History Boys, 2006
- The Book of Eli, 2010
- Alicia en el país de las maravillas, 2010
- Harry Potter y las Reliquias de la Muerte: parte 1, 2010
- Hugo, 2011
- Private Peaceful, 2012
- Into the Woods, 2014
- Mr. Holmes, 2015
- Miss You Already, 2015
- Dolittle, 2020
- Enola Holmes, 2020

## Televisión (selección)
- Waking the Dead, 2004
- Big School, 2013-2014
- Vicious, 2013-2016
- Outlander - Hermana Hildegarde

## Premios

### Premios BAFTA
| Año  | Categoría                  | Película         | Resultado |
| ---- | -------------------------- | ---------------- | --------- |
| 2006 | Mejor actriz de reparto    | The History Boys | Candidata |
| 1986 | Mejor actriz de televisión | Duet for One     | Candidata |